# Arany Málna díj a legrosszabb férfi mellékszereplőnek
A legrosszabb férfi mellékszereplő Arany Málna díját (angolul: Golden Raspberry Award for Worst Supporting Actor) a Los Angeles-i székhelyű Arany Málna Díj Alapítvány  1981 óta ítéli oda az előző évben készült és forgalomba került amerikai filmek azon férfi epizódszereplőinek, akiknek játékát több száz akadémiai tag szavazata alapján a „legrosszabbnak” találták.
A díjra jelölt művészek listáját minden év elején, az Oscar-díjra jelöltek kihirdetése előtti napon hozzák nyilvánosságra. A „nyertes” megnevezése minden év február végén, március elején, az Oscar-gála előtti napon történik, valamelyik hollywoodi vagy Santa Barbara-i rendezvényteremben tartott ünnepség keretében.
A kategóriában évente öt-öt művészt jelölnek.
Brooke Shields az első és egyetlen színésznő, aki e kategóriában „férfi szerepért” díjaztak (Szahara, 1985). A díj történetében Hayden Christensen az egyetlen színész, aki ugyanazon szerepéért (Anakin Skywalker / Darth Vader) két Arany Málnát „nyert”. Ezzel ő az egyik, akit e kategóriában egynél többször díjaztak (2003, 2006), a másik Dan Aykroyd (1989, 1992), majd Sylvester Stallone (2004, 2024).

## Díjazottak és jelöltek
| „Győztes” – félkövérrel szedve, szürkéskék háttérrel |

### 1980-as évek
| Év   | „Győztesek” és jelöltek                                                                                              |
| ---- | --- |
| 1981 | John Adames – Gloria, mint Phil Dawn (megosztva) Laurence Olivier – Jazz énekes, mint Cantor Rabinovitch (megosztva) |
| 1981 | Marlon Brando – A képlet, mint Adam Stieffel                                                                         |
| 1981 | Charles Grodin – Hárman a slamasztikában, mint Ira Parks                                                             |
| 1981 | David Selby – A Titanic kincse, mint Dr. Gene Seagram                                                                |
| 1982 | Steve Forrest – Anyu a sztár, mint Greg Savitt                                                                       |
| 1982 | Billy Barty – A szivárvány alatt, mint Otto Krieling                                                                 |
| 1982 | Ernest Borgnine – A halálnak szentelve, mint Isaiah Schmidt                                                          |
| 1982 | James Coco – Csak ha nevetek, mint Jimmy (Oscar-díjra is jelölve)                                                    |
| 1982 | Danny DeVito – Majomkodó örökösök, mint Lazlo                                                                        |
| 1983 | Ed McMahon – Lepke                                                                                                   |
| 1983 | Michael Beck – Megaforce                                                                                             |
| 1983 | Ben Gazzara – Inchon                                                                                                 |
| 1983 | Ted Hamilton – The Pirate Movie                                                                                      |
| 1983 | Orson Welles – Lepke                                                                                                 |
| 1984 | Jim Nabors – Tollas futam                                                                                            |
| 1984 | Joseph Cali – The Lonely Lady                                                                                        |
| 1984 | Louis Gossett Jr. – Cápa 3.                                                                                          |
| 1984 | Anthony Holland – The Lonely Lady                                                                                    |
| 1984 | Richard Pryor – Superman III.                                                                                        |
| 1985 | Brooke Shields bajusszal – Szahara                                                                                   |
| 1985 | Robby Benson – Harry és fia                                                                                          |
| 1985 | Sammy Davis Jr. – Ágyúgolyó futam 2.                                                                                 |
| 1985 | George Kennedy – Bolero                                                                                              |
| 1985 | Ron Leibman – Énekes izompacsirta                                                                                    |
| 1986 | Rob Lowe – Szent Elmo tüze                                                                                           |
| 1986 | Raymond Burr – Gojira                                                                                                |
| 1986 | Herbert Lom – Salamon király kincse                                                                                  |
| 1986 | Robert Urich – Turk 182!                                                                                             |
| 1986 | Burt Young – Rocky IV.                                                                                               |
| 1987 | Jerome Benton – A telihold alatt                                                                                     |
| 1987 | Peter O’Toole – Nicsak, ki nyaral! (Éden klub)                                                                       |
| 1987 | Tim Robbins – Howard, a kacsa                                                                                        |
| 1987 | Brian Thompson – Kobra                                                                                               |
| 1987 | Scott Wilson – Blue City                                                                                             |
| 1988 | David Mendenhall – Túl a csúcson                                                                                     |
| 1988 | Billy Barty – He-Man – A világ ura                                                                                   |
| 1988 | Tom Bosley – Pénzmánia                                                                                               |
| 1988 | Michael Caine – Cápa 4. – A cápa bosszúja                                                                            |
| 1988 | Mack Dryden és Jamie Alcroft – Pénzmánia                                                                             |
| 1989 | Dan Aykroyd – Golfőrültek 2.                                                                                         |
| 1989 | Billy Barty – Willow                                                                                                 |
| 1989 | Richard Crenna – Rambo III.                                                                                          |
| 1989 | Harvey Keitel – Krisztus utolsó megkísértése                                                                         |
| 1989 | Christopher Reeve – Szemenszedett szenzáció                                                                          |

### 1990-es évek
| Év   | „Győztesek” és jelöltek                                                              |
| ---- | ------------------------------------------------------------------------------------ |
| 1990 | Christopher Atkins – Idehallgass!                                                    |
| 1990 | Ben Gazzara – Országúti diszkó                                                       |
| 1990 | DeForest Kelley – Star Trek V: A végső határ                                         |
| 1990 | Pat Morita – Karate kölyök 3.                                                        |
| 1990 | Donald Sutherland – A bosszú börtönében                                              |
| 1991 | Donald Trump (cameoszerepben önmaga) – Szellemképtelenség                            |
| 1991 | Leo Damian – Szellemképtelenség                                                      |
| 1991 | Gilbert Gottfried – Ford Fairlane kalandjai, Nicsak, ki beszél még! és Talpig zűrben |
| 1991 | Wayne Newton – Ford Fairlane kalandjai                                               |
| 1991 | Burt Young – Rocky V.                                                                |
| 1992 | Dan Aykroyd – Eszelős szívatás                                                       |
| 1992 | Richard E. Grant – Hudson Hawk – Egy mestertolvaj aranyat ér                         |
| 1992 | Anthony Quinn – Négykezes géppisztolyra                                              |
| 1992 | Christian Slater – Négykezes géppisztolyra és Robin Hood, a tolvajok fejedelme       |
| 1992 | John Travolta – Rock 'n' Roll sztori                                                 |
| 1993 | Tom Selleck – Kolumbusz, a felfedező                                                 |
| 1993 | Alan Alda – Suttogások a sötétben                                                    |
| 1993 | Marlon Brando – Kolumbusz, a felfedező                                               |
| 1993 | Danny DeVito – Batman visszatér                                                      |
| 1993 | Robert Duvall – Rikkancsok                                                           |
| 1994 | Woody Harrelson – Tisztességtelen ajánlat                                            |
| 1994 | Tom Berenger – Sliver                                                                |
| 1994 | John Lithgow – Cliffhanger – Függő játszma                                           |
| 1994 | Chris O’Donnell – A három testőr                                                     |
| 1994 | Keanu Reeves – Sok hűhó semmiért                                                     |
| 1995 | O. J. Simpson – Csupasz pisztoly 33 1/3 – Az utolsó merénylet                        |
| 1995 | Dan Aykroyd – Irány az Éden és Világgá mentem                                        |
| 1995 | Jane March (mint Richie) – Az éj színe                                               |
| 1995 | William Shatner – Star Trek: Nemzedékek                                              |
| 1995 | Rod Steiger – A specialista                                                          |
| 1996 | Dennis Hopper – Waterworld – Vízivilág                                               |
| 1996 | Tim Curry – Kongó                                                                    |
| 1996 | Robert Davi – Showgirls                                                              |
| 1996 | Robert Duvall – A skarlát betű                                                       |
| 1996 | Alan Rachins – Showgirls                                                             |
| 1997 | Marlon Brando – Dr. Moreau szigete                                                   |
| 1997 | Val Kilmer – Ragadozók és Dr. Moreau szigete                                         |
| 1997 | Burt Reynolds – Sztriptíz                                                            |
| 1997 | Steven Seagal – Tűzparancs                                                           |
| 1997 | Quentin Tarantino – Alkonyattól pirkadatig                                           |
| 1998 | Dennis Rodman – Nyerő páros mint Yaz                                                 |
| 1998 | Willem Dafoe – Féktelenül 2. – Teljes gőzzel                                         |
| 1998 | Chris O’Donnell – Batman és Robin                                                    |
| 1998 | Arnold Schwarzenegger – Batman és Robin                                              |
| 1998 | Jon Voight – Különösen veszélyes és Halálkanyar                                      |
| 1999 | Joe Eszterhas (önmaga) – An Alan Smithee Film: Burn Hollywood Burn                   |
| 1999 | Sean Connery – Bosszúállók                                                           |
| 1999 | Roger Moore – Spice World                                                            |
| 1999 | Joe Pesci – Halálos fegyver 4.                                                       |
| 1999 | Sylvester Stallone (önmaga) – An Alan Smithee Film: Burn Hollywood Burn              |

### 2000-es évek
| Év   | „Győztesek” és jelöltek                                                                             |
| ---- | --------------------------------------------------------------------------------------------------- |
| 2000 | Ahmed Best – Star Wars I. rész – Baljós árnyak                                                      |
| 2000 | Kenneth Branagh – Wild Wild West – Vadiúj vadnyugat                                                 |
| 2000 | Gabriel Byrne – Ítéletnap és Stigmata                                                               |
| 2000 | Jake Lloyd – Star Wars I. rész – Baljós árnyak                                                      |
| 2000 | Rob Schneider – Apafej                                                                              |
| 2001 | Barry Pepper – Háború a Földön                                                                      |
| 2001 | Stephen Baldwin – Flintstones 2. – Viva Rock Vegas                                                  |
| 2001 | Keanu Reeves – A leskelődő                                                                          |
| 2001 | Arnold Schwarzenegger (mint Adam Gibson klónja) – A hatodik napon                                   |
| 2001 | Forest Whitaker – Háború a Földön                                                                   |
| 2002 | Charlton Heston – A majmok bolygója (cameoszerep), Félrelépősdi és Kutyák és macskák                |
| 2002 | Max Beesley – Glitter – Ami fénylik                                                                 |
| 2002 | Burt Reynolds – Felpörgetve                                                                         |
| 2002 | Sylvester Stallone – Felpörgetve                                                                    |
| 2002 | Rip Torn – Eszement Freddy                                                                          |
| 2003 | Hayden Christensen – Star Wars II. rész – A klónok támadása                                         |
| 2003 | Tom Green – Az iskoláját!                                                                           |
| 2003 | Freddie Prinze Jr. – Scooby-Doo – A nagy csapat                                                     |
| 2003 | Christopher Walken – A házimaci                                                                     |
| 2003 | Robin Williams – Dögölj meg, Smaci!                                                                 |
| 2004 | Sylvester Stallone – Kémkölykök 3-D – Game Over                                                     |
| 2004 | Anthony Anderson – Kenguru Jack                                                                     |
| 2004 | Alec Baldwin – A macska – Le a kalappal!                                                            |
| 2004 | Al Pacino – Gengszter románc                                                                        |
| 2004 | Christopher Walken – Gengszter románc és Kenguru Jack                                               |
| 2005 | Donald Rumsfeld – Fahrenheit 9/11                                                                   |
| 2005 | Val Kilmer – Nagy Sándor, a hódító                                                                  |
| 2005 | Arnold Schwarzenegger – 80 nap alatt a Föld körül                                                   |
| 2005 | Jon Voight – Minizsenik 2.                                                                          |
| 2005 | Lambert Wilson – A Macskanő                                                                         |
| 2006 | Hayden Christensen – Star Wars III. rész – A Sith-ek bosszúja                                       |
| 2006 | Alan Cumming – A Maszk 2. – A Maszk fia                                                             |
| 2006 | Bob Hoskins – A Maszk 2. – A Maszk fia                                                              |
| 2006 | Eugene Levy – Tucatjával olcsóbb 2. és Ki a faszagyerek?                                            |
| 2006 | Burt Reynolds – Hazárd megye lordjai és Csontdaráló                                                 |
| 2007 | M. Night Shyamalan – Lány a vízben                                                                  |
| 2007 | Danny DeVito – Kiskarácsony mindenáron                                                              |
| 2007 | Ben Kingsley – BloodRayne – Az igazság árnyékában                                                   |
| 2007 | Martin Short – Télapu 3. – A szánbitorló                                                            |
| 2007 | David Thewlis – Elemi ösztön 2. és Ómen                                                             |
| 2008 | Eddie Murphy – Norbit (Mr. Wong szerepében)                                                         |
| 2008 | Orlando Bloom – A Karib-tenger kalózai: A világ végén                                               |
| 2008 | Kevin James – Férj és férj                                                                          |
| 2008 | Rob Schneider – Férj és férj                                                                        |
| 2008 | Jon Voight –A nemzet aranya: Titkok könyve, Bratz – Talpra, csajok!, September Dawn és Transformers |
| 2009 | Pierce Brosnan – Mamma Mia!                                                                         |
| 2009 | Uwe Boll (mint önmaga) – Postal                                                                     |
| 2009 | Ben Kingsley – Love Guru, Bódulat és Jó üzlet a háború                                              |
| 2009 | Burt Reynolds – Pókerpárbaj és A király nevében                                                     |
| 2009 | Verne Troyer – Love Guru és Postal                                                                  |

### 2010-es évek
| Év | „Győztesek” és jelöltek |
| --- | --- |
| 2010 | Billy Ray Cyrus – Hannah Montana – A film |
| 2010 | Hugh Hefner (saját maga) – Miss Március |
| 2010 | Robert Pattinson – Alkonyat – Újhold |
| 2010 | Jorma Taccone – Az elveszettek földje |
| 2010 | Marlon Wayans – G. I. Joe: A kobra árnyéka |
| 2011 | Jackson Rathbone – Alkonyat – Napfogyatkozás és Az utolsó léghajlító |
| 2011 | Billy Ray Cyrus – Kém a szomszédban |
| 2011 | George Lopez – Kém a szomszédban, Marmaduke – A kutyakomédia és Valentin nap |
| 2011 | Dev Patel – Az utolsó léghajlító |
| 2011 | Rob Schneider – Nagyfiúk |
| 2012 | Al Pacino (önmaga) – Jack és Jill |
| 2012 | Patrick Dempsey – Transformers 3. |
| 2012 | James Franco – Király! |
| 2012 | Ken Jeong – A gondozoo, Gagyi mami – Mint két tojás, Másnaposok 2. és Transformers 3. |
| 2012 | Nick Swardson – Jack és Jill és Kellékfeleség |
| 2013 | Taylor Lautner – Alkonyat: Hajnalhasadás – 2. rész |
| 2013 | David Hasselhoff (önmaga) – Piranha 3DD |
| 2013 | Liam Neeson – Csatahajó és A titánok haragja |
| 2013 | Nick Swardson – Apa ég! |
| 2013 | Vanilla Ice (önmaga) – Apa ég! |
| 2014 | Will Smith – A Föld után |
| 2014 | Chris Brown – Az év csatája |
| 2014 | Larry the Cable Guy – A Madea Christmas |
| 2014 | Taylor Lautner – Nagyfiúk 2. |
| 2014 | Nick Swardson – Nagyfiúk 2. és A Haunted House |
| 2015 | Kelsey Grammer – The Expendables – A feláldozhatók 3., Visszatérés Óz birodalmába, Gondolkozz pasiaggyal! 2. és Transformers: A kihalás kora, mint Bonaparte, Tin Man (hangja), Lee Fox, és Harold Attinger |
| 2015 | Mel Gibson – The Expendables – A feláldozhatók 3., mint Conrad Stonebanks |
| 2015 | Shaquille O’Neal – Kavarás, mint Doug |
| 2015 | Arnold Schwarzenegger – The Expendables – A feláldozhatók 3., mint Trench Mauser |
| 2015 | Kiefer Sutherland – Pompeji, mint Corvus szenátor |
| 2016 | Eddie Redmayne – Jupiter felemelkedése, mint Balem Abrasax |
| 2016 | Chevy Chase – Vissza a jelenbe 2. és Vakáció, mint Hot Tub Repairman és Clark Griswold |
| 2016 | Josh Gad – Pixel és Bérhaverok, mint Ludlow Lamonsoff és Doug Harris |
| 2016 | Kevin James – Pixel, mint William Cooper elnök |
| 2016 | Jason Lee – Alvin és a mókusok – A mókás menet, mint David „Dave” Seville |
| 2017 | Jesse Eisenberg – Batman Superman ellen – Az igazság hajnala, mint Lex Luthor |
| 2017 | Nicolas Cage – Snowden, mint Hank Forrester |
| 2017 | Johnny Depp – Alice Tükörországban, mint Kalapos |
| 2017 | Will Ferrell – Zoolander 2., mint Jacobim Mugatu |
| 2017 | Jared Leto – Suicide Squad – Öngyilkos osztag, mint Joker |
| 2017 | Owen Wilson – Zoolander 2., mint Hansel McDonald |
| 2018 | |
| Mel Gibson – Megjött apuci 2. mint Kurt Mayron                                                             | |
| Javier Bardem – anyám! és A Karib-tenger kalózai: Salazar bosszúja mint önmaga és Armando Salazar kapitány | |
| Russell Crowe – A múmia mint Dr. Henry Jekyll                                                              | |
| Josh Duhamel – The Institute, The Show és Transformers: Az utolsó lovag mint William Lennox ezredes        | |
| Anthony Hopkins – Ütközés és Transformers: Az utolsó lovag mint Hagen Kahl és Sir Edmund Burton            | |
| 2019 | John C. Reilly – Holmes és Watson, mint Watson |
| 2019 | Jamie Foxx – Robin Hood, mint Kicsi John, Robin mentora |
| 2019 | Ludacris (csak a hangja) – Kutyaparádé, mint Max hangja |
| 2019 | Joel McHale – Haláli bábjáték, mint Campbell ügynök |
| 2019 | Justice Smith – Jurassic World: Bukott birodalom, mint Franklin Webb |

### 2020-as évek
| Év   | „Győztesek” és jelöltek |
| ---- | --- |
| 2020 | James Corden – Macskák, mint Bustopher Jones |
| 2020 | Tyler Perry – A Madea Family Funeral, mint Joe |
| 2020 | Tyler Perry – A Madea Family Funeral, mint Heathrow nagybácsi                                                                                               |
| 2020 | Seth Rogen – Zeroville, mint Viking Man |
| 2020 | Bruce Willis – Üveg, mint David Dunn / Az Oltalmazó |
| 2021 | Rudy Giuliani – Borat utólagos mozifilm, mint önmaga |
| 2021 | Chevy Chase – Krokodil Dundee öröksége, mint Chevy |
| 2021 | Shia LaBeouf – The Tax Collector, mint Creeper |
| 2021 | Arnold Schwarzenegger – A sárkánypecsét rejtélye, mint James Hook                                                                                           |
| 2021 | Bruce Willis – Breach, Kódolt kockázat és Survive the Night, mint Clay Young, Donovan Chalmers és Frank                                                     |
| 2022 | Jared Leto – A Gucci-ház, mint Paolo Gucci |
| 2022 | Ben Affleck – Az utolsó párbaj, mint Jean de Carrouges |
| 2022 | Nick Cannon – Tolvajok társasága, mint Ringo |
| 2022 | Mel Gibson – Veszélyes, mint Dr. Alderwood |
| 2022 | Gareth Keegan – Diana: A musical, mint James Hewitt, az izompacsirta ló trénere                                                                             |
| 2023 | Tom Hanks – Elvis, mint Tom Parker ezredes |
| 2023 | Pete Davidson – Good Mourning, mint Berry |
| 2023 | Xavier Samuel – Szöszi (Blonde), mint Charles "Cass" Chaplin Jr.                                                                                            |
| 2023 | Mod Sun – Good Mourning, mint Dylan |
| 2023 | Evan Williams – Szöszi (Blonde), mint Edward G. "Eddy" Robinson Jr.                                                                                         |
| 2024 | Sylvester Stallone – Feláldozh4tók, mint Barney Ross |
| 2024 | Michael Douglas – A Hangya és a Darázs: Kvantumánia, mint Hank Pym                                                                                          |
| 2024 | Mel Gibson – Confidential Informant, mint Kevin Hickey |
| 2024 | Bill Murray – A Hangya és a Darázs: Kvantumánia, mint Lord Krylar                                                                                           |
| 2024 | Franco Nero – A pápa ördögűzője, mint pápa |
| 2025 | Jon Voight – Megalopolisz, Reagan, Shadow Land és Strangers, mint Hamilton Crassus III, Viktor Petrovich, Robert Wainwright és Richard (ebben a sorrendben) |
| 2025 | Jack Black – Borderlands, mint Claptrap (csak a hangja) |
| 2025 | Kevin Hart – Borderlands, mint Roland Greaves |
| 2025 | Shia LaBeouf – Megalopolisz, mint Clodio Pulcher |
| 2025 | Tahar Rahim – Madame Web, mint Ezekiel Sims |

### Többszörös jelöltek és díjaik
Pontosítva a 2025. évi díjkiosztó után.
| Jelölés | Díj | Művész                | Évek                         |
| ------- | --- | --------------------- | ---------------------------- |
| 5       | 0   | Arnold Schwarzenegger | 1998, 2001, 2005, 2015, 2021 |
| 4       | 2   | Sylvester Stallone    | 1999, 2002, 2004, 2024       |
| 4       | 1   | Mel Gibson            | 2015, 2018, 2022, 2024       |
| 4       | 1   | Jon Voight            | 1998, 2005, 2008, 2025       |
| 4       | 0   | Burt Reynolds         | 1997, 2002, 2006, 2009       |
| 3       | 2   | Dan Aykroyd           | 1989, 1992, 1995             |
| 3       | 1   | Marlon Brando         | 1981, 1993, 1997             |
| 3       | 0   | Billy Barty           | 1982, 1988, 1989             |
| 3       | 0   | Danny DeVito          | 1982, 1993, 2007             |
| 3       | 0   | Rob Schneider         | 2000, 2008, 2011             |
| 3       | 0   | Nick Swardson         | 2012, 2013, 2014             |
| 2       | 2   | Hayden Christensen    | 2003, 2006                   |
| 2       | 1   | Billy Ray Cyrus       | 2010, 2011                   |
| 2       | 1   | Taylor Lautner        | 2013, 2014                   |
| 2       | 1   | Jared Leto            | 2017, 2022                   |
| 2       | 1   | Al Pacino             | 2004, 2012                   |
| 2       | 0   | Chevy Chase           | 2016, 2021                   |
| 2       | 0   | Robert Duvall         | 1993, 1996                   |
| 2       | 0   | Ben Gazzara           | 1983, 1990                   |
| 2       | 0   | Val Kilmer            | 1997, 2005                   |
| 2       | 0   | Ben Kingsley          | 2007, 2009                   |
| 2       | 0   | Chris O’Donnell       | 1994, 1998                   |
| 2       | 0   | Keanu Reeves          | 1994, 2001                   |
| 2       | 0   | Christopher Walken    | 2003, 2004                   |
| 2       | 0   | Burt Young            | 1986, 1991                   |
| 2       | 0   | Tyler Perry           | 2020, 2020                   |
| 2       | 0   | Bruce Willis          | 2020, 2021                   |
| 2       | 0   | Shia LaBeouf          | 2021, 2025                   |